# ميامي غاردنز (فلوريدا)
ميامي غاردنز (بالإنجليزية: Miami Gardens)‏ هي مدينة أمريكية تقع في ولاية فلوريدا. ويبلغ عدد سكانها 107167 نسمة حسب إحصاء سنة 2010 م 107167.تشير إحصاءات سنة 2000م بأن الكثافة السكانية في هذه المدينة تقدر بـ(2057.25) نسمة/كم2 